# José Orengo
José Ramón Orengo (Rosario, 26 aprile 1976) è un ex rugbista a 15, allenatore di rugby a 15, dirigente sportivo e ingegnere civile argentino, già tre quarti centro del Club Atlético del Rosario e attualmente tecnico e vicepresidente dello stesso.

## Biografia

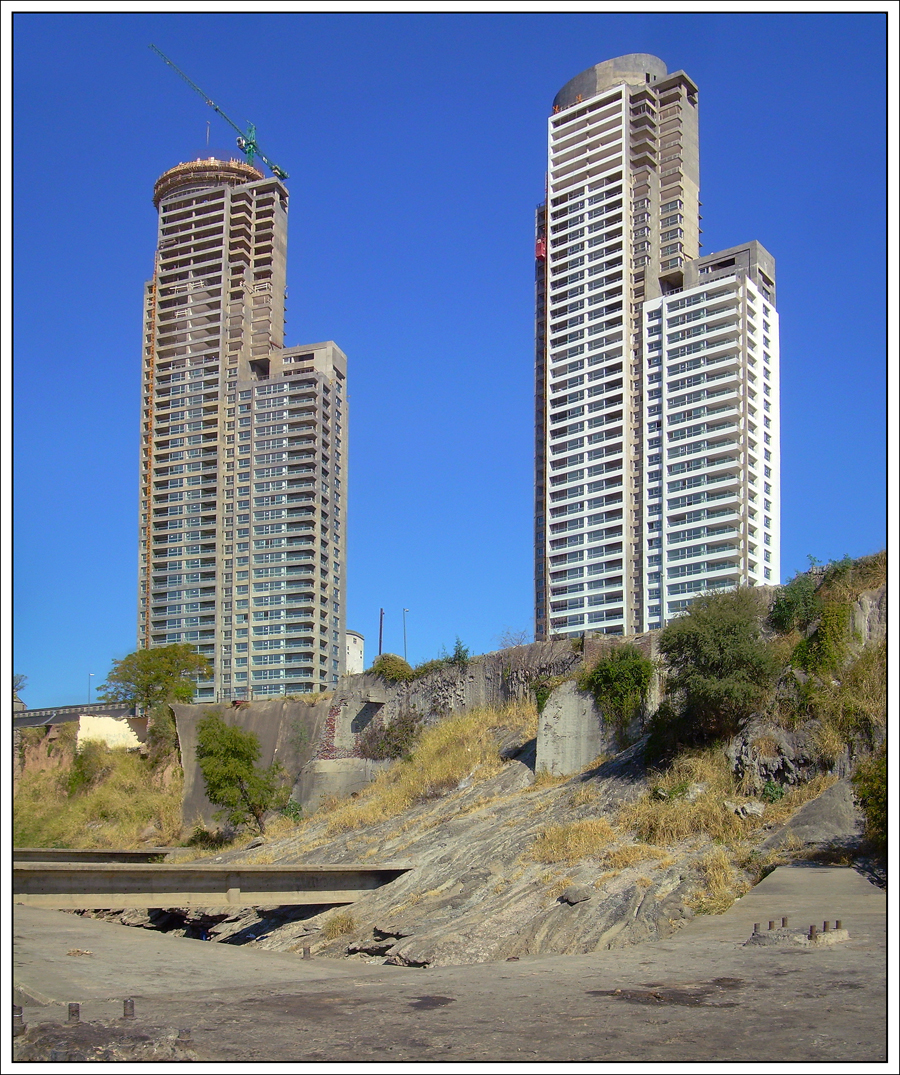
Le torri Dolfines Guaraní a Rosario

Nato e cresciuto a Rosario, Orengo si formò rugbisticamente nel locale Club Atlético, con il quale ha speso la sua intera carriera amatoriale, inframmezzata da un triennio da professionista in Francia; è laureato in ingegneria civile, che esercita come professione.
Fu schierato per la prima volta in Nazionale argentina nel 1996 contro l'Uruguay nel corso del Panamericano di quell'anno, e l'anno seguente, a Montevideo, contro lo stesso avversario, vinse il Sudamericano 1997.
Fu inserito nella lista dei convocati alla Coppa del Mondo di rugby 1999 in Galles, ma non fu mai utilizzato; passato professionista nel 2001, fu ingaggiato dal Perpignano.
Un anno più tardi si trasferì al Grenoble e, nel 2003, fu convocato per la Coppa del Mondo in Australia, in cui disputò due incontri.
Tornato in Argentina nel 2004 al Club Atlético del Rosario, cessò l'attività agonistica nel 2007 e dal 2008 è tecnico della prima squadra del club del quale è stato, inoltre, eletto vicepresidente alla fine del 2008.
Da ingegnere civile, ha partecipato al piano di ristrutturazione edifici dell'istituto di Ingegneria dell'Università di Rosario ed è responsabile strutturale delle realizzande torri Dolfines Guaraní, edifici di Rosario destinati a divenire la costruzione più alta d'Argentina.

## Palmarès

### Giocatore
- Campionati sudamericani: 1
Argentina: 1997
- Campionati URBA: 1
Rosario: 2000

### Allenatore
- Campionati sudamericani: 1
Argentina A: 2011